# 대양운수
대양운수(大洋運輸)는 경기도 동두천시 송내로 15 (송내동)에 있는 경기도 동두천시의 시내버스 회사이다.

## 연혁
1970년 8월 13일 영종여객에서 분리하면서 의정부시에서 설립되었다. 초창기에는 경기도 의정부시와 인천광역시 중구 영종동에 영업소를 두고 영종도의 농어촌버스를 운행하였으나 1983년에 본사를 현 위치로 이전하였다. 1998년에 영종영업소를 철수하였으며, 2003년 9월부터 포천영업소를 포천상운으로 분리하였다. 현재 동두천시와 연천군에서 주로 운행하고 있다.

## 현황
2021년 1월 기준이다.
| 운행업체        | 보유 노선수 | 보유 노선수 | 보유 노선수 | 보유 노선수 | 보유 노선수 | 등록 대수 | 등록 대수 | 등록 대수 | 등록 대수 | 등록 대수 |
| --------------- | ----------- | ----------- | ----------- | ----------- | ----------- | --------- | --------- | --------- | --------- | --------- |
| 운행업체        | 노선 합계   | 광역급행    | 직행좌석    | 일반좌석    | 시내일반    | 대수 합계 | 광역급행  | 직행좌석  | 일반좌석  | 시내일반  |
| 대양운수 (본사) | 65          | -           | -           | -           | 65          | 40        | -         | -         | -         | 40        |
| 대양운수 (전곡) | 22          | -           | -           | -           | 22          | 5         | -         | -         | -         | 5         |

## 운행 노선

### 도시형버스
- ● 1번 : 롯데마트 - 안창말 - 안말회관
- ● 2번 : 롯데마트 - 보산초교 - 롯데마트 (순환노선, 시계방향)
- ● 3번 : 롯데마트 - 웃안흥
- ● 4번 : 롯데마트 - 보산초교 - 롯데마트 (순환노선, 반시계방향)
- ● 5번 : 동두천중앙역 - 동두천시청 - 동두천중앙역(공영버스, 순환노선)
- ● 6번 : 대양운수 - 가르멜수도원
- ● 11번 : 동두천중앙역 - 지행역 - 장림
- ● 50번 : 롯데마트 - 대진대학교 (도시형 교통모델)
- ● 52번 : 대양운수 - 삼화리 - 숭의전
- ● 53번 : 전곡재래시장 - 신시가지 - 덕정주공6단지
- ● 55-1번 : 전곡재래시장 - 북삼리 - 옥계리 - 연천역
- ● 55-2번 : 전곡재래시장 - 북삼리 - 연천역
- ● 55-3번 : 전곡재래시장 - 옥계리마을회관
- ● 55-6번 : 전곡재래시장 - 북삼리 - 연천역
- ● 55-9번 : 전곡재래시장 - 왕징면 - 연천역
- ● 55-10번 : 전곡재래시장 - 북삼리6반 - 연천역
- ● 55-12번 : 전곡재래시장 - 허브빌리지 - 연천역
- ● 55-16번 : 전곡재래시장 - 북삼리6반 - 연천역 (1회운행, 평일한정 전곡으로 갈때 의료원경유)
- ● 56번 : 전곡재래시장 - 연천중고등학교 - 고문리
- ● 56-1번 : 전곡재래시장 - 고문리
- ● 56-2번 : 전곡재래시장 - 연천역 - 고문리
- ● 56-3번 : 전곡재래시장 - 늘목리
- ● 56-8번 : 전곡재래시장 - 고문리 - 장탄리 - 전곡재래시장
- ● 56-9번 : 전곡재래시장 - 장탄리 - 고문리 - 전곡재래시장
- ● 58번 : 전곡재래시장 - 동중리구판장
- ● 58-1번 : 전곡재래시장 - 두일리
- ● 58-2번 : 전곡재래시장 - 동이리
- ● 58-3번 : 전곡재래시장 - 동중리구판장 - 두일리
- ● 58-5번 : 전곡재래시장 - 구미리 - 두일리
- ● 58-7번 : 전곡재래시장 - 두일리 (전곡으로 갈때 숭의전 경유)
- ● 58-8번 : 전곡재래시장 - 두일리 (전곡으로 갈때 의료원 경유)
- ● 58-9번 : 전곡재래시장 - 두일리 (전곡방향 석장리 경유 및 백학방향 백석리 경유)
- ● 58-10번 : 전곡재래시장 - 두일리 (전곡방향 숭의전 경유 및 백학방향 마전리 경유)
- ● 58-12번 : 전곡재래시장 - 백학산단 - 두일리
- ● 60번 : 롯데마트 - 조산마을회관 - 장림
- ● 60-3번 : 롯데마트 - 탑동초교 - 노인병원 (도시형 교통모델)
- ● 61번 : 전곡재래시장 - 적성전통시장
- ● 82번 : 전곡재래시장 - 웃양원리
- ● 82-1번 : 전곡재래시장 - 왕림리 (구 58-6번)
- ● 82-2번 : 전곡재래시장 - 연천역 (구 55-15번)
- ● 82-3번 : 전곡재래시장 - 순박골 (구 56-7번)
- ● 82-4번 : 전곡재래시장 - 연천역 (55-6번 동일노선)
- ● 82-5번 : 전곡재래시장 - 백학산단 (구 58-11번)
- ● 82-6번 : 전곡재래시장 - 동중리 (58번 지원노선)
- ● 82-7번 : 전곡재래시장 - 옥계리 (구 55-14번)
- ● 83번 : 전곡터미널 - 학곡리 - 고랑포구
- ● 100번 : 전곡재래시장 - 횡산리 (공영버스, 민통선 출입노선)
- ● 100-1번 : 전곡재래시장 - 군남 (공영버스)
- ● 100-2번 : 전곡재래시장 - 왕림리 (공영버스)

### 따복버스
- ● 80-2번 : 전곡터미널 - 두일리
- ● 81번 : 전곡터미널 - 봉화촌2대대
- ● 81-1번 : 전곡터미널 - 웃양원리
- ● 81-2번 : 전곡터미널 - 장탄1리
- ● 81-3번 : 전곡터미널 - 능안상회
- ● 90번 : 대양운수 - 동두천중앙역 - 상패동 - 보산동 - 동두천중앙역 - 대양운수 (순환버스)
- ● 91번 : 롯데마트 - 걸산동마을회관
- ● 91-1번 : 롯데마트 - 아차노리 - 송내안골 - 동두천중앙역
- ● 91-3번 : 지행역 - 신흥중고교
- 91-4번 : 지행역 - 신흥중고교

## 사업장 현황
- 본사 : 경기도 동두천시 송내로 83 (송내동)
- 영업소 : 경기도 연천군 전곡읍 은대성로 71-2 (전곡리)

## 보유 차량

#### 자일대우버스
- 자일대우 레스타
- 자일대우 NEW BS090
- 자일대우 NEW BS106

#### 우진산전
- 우진산전 아폴로 900
- 우진산전 아폴로 1100

#### 현대자동차
- 현대 뉴 카운티
- 현대 카운티 뉴 브리즈
- 현대 그린시티
- 현대 일렉시티

## 갤러리

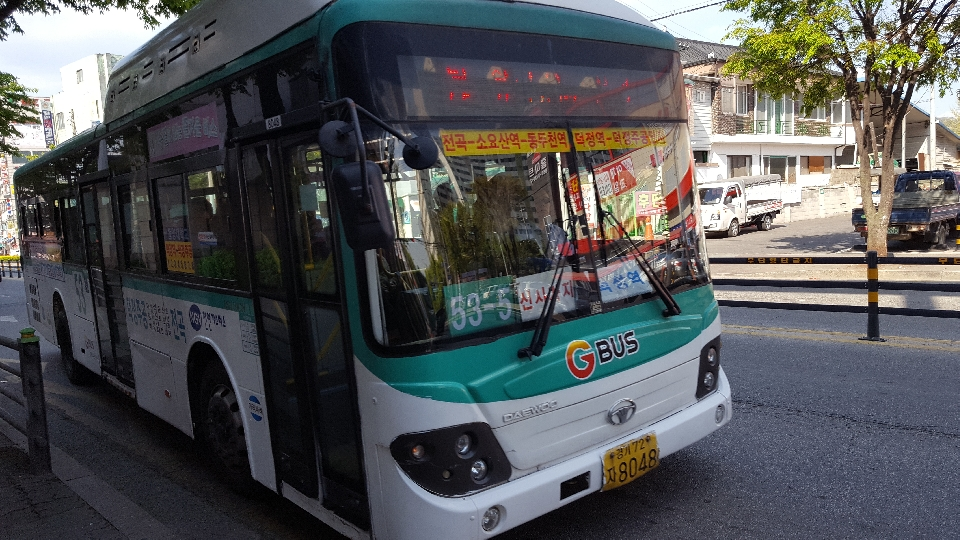
동두천시내버스 53-5번(현재는 대차되었다)